# Атомный остов
Атомный остов, он же атомный остаток - это атом без валентных электронов.
В оболочечной модели атомной физики предполагается, что электроны группируются в оболочках вокруг атомного ядра. Когда самая внешняя оболочка, фактически занятая электронами, только что достигла своего предела ёмкости (то есть «заполнена»), говорят о замкнутой оболочке (конфигурация благородного газа).
В случае атомов водорода и гелия атомный остов состоит только из атомного ядра. Для всех элементов второго периода периодической таблицы (литий, бор, бериллий, углерод, азот, кислород, фтор и неон) атомный остов состоит из атомного ядра и двух электронов внутренней оболочки (K-оболочки). Для остальных элементов как правило, оно состоит из атомного ядра и как минимум двух электронных оболочек.
Атомный остов имеет положительный заряд. Масса остова почти равна массе атома. Атомный остов с достаточной точностью можно считать сферически симметричным. Радиус остова как минимум в три раза меньше радиуса соответствующего атома (если вычислять радиусы одинаковыми методами). Для тяжёлых атомов радиус остова мало растёт с ростом числа электронов. Радиус остова самого тяжёлого встречающегося в природе элемента - урана - сравним с радиусом атома лития, хотя в последнем лишь три электрона.
Химическими методами невозможно отделить электроны остова от атома. При ионизации пламенем или ультрафиолетовым излучением атомные остовы, как правило, также остаются целыми.
Точный квантовомеханический расчёт атомов, содержащих много электронов, невозможен аналитически. Вместо этого применяются приближённые методы. Например, при расчёте различных квантовых свойств атомов нередко пытаются заменить взаимодействие всех электронов между собой и ядром на движение внешних электронов в эффективном поле атомного остова. Сложное влияние всех внутренних электронов и ядра заменяют эффективным потенциалом атомного остова. Этот метод первоначально применялся при расчёте атомных спектров, а теперь используется в физике твёрдого тела, в частности, для расчёта свойств полупроводников.